# Georges Dumézil
Georges Dumézil (pronunciado /ʒɔʁʒ dymezil/; París, 4 de marzo de 1898-París, 11 de octubre de 1986) fue un historiador francés.
Realizó una contribución capital al conocimiento de la dinámica del espíritu humano con su teoría del orden trifuncional, estudiando las sociedades y las religiones indoeuropeas a partir de la comparación de los antiguos mitos pertenecientes a numerosos pueblos indoeuropeos; desde los textos (conocía unos treinta idiomas), demostró que obedecían a unas estructuras narrativas muy similares que traducían una visión de la sociedad dividida en tres funciones: la función sagrada-jurídica, la función guerrera y la función de producción. Este esquema trifuncional se repite en numerosas mitologías, desde la sociedad de castas de la India a los relatos de fundación de la antigua Roma y en las instituciones sociales del antiguo régimen.

## Biografía
Su abuelo Pierre era tonelero en Bayona, en la Gironda. Uno de sus hijos, Jean Anatole Dumézil, estudió en el Liceo, donde se interesó por los idiomas extranjeros y el latín. Después ingresó en el ejército y alcanzó el grado de general. Jean Anatole Dumézil transmitió a su hijo la pasión por el latín. A la edad de nueve años, el niño ya leía la Eneida; después aprendió también griego clásico y alemán.
Georges Dumézil estudió en diferentes liceos, siguiendo los diversos destinos de su padre. Realizó su khâgne en el Liceo Luis el Grande, en París. En este momento, conocerá al filolólogo Michel Bréal (muerto en 1915), traductor de la obra de Franz Bopp, fundador de la gramática comparada y de obras sobre el vocabulario de los idiomas indoeuropeos. Le recomendará a su sucesor Antoine Meillet, otro importante lingüista. Antes de su entrada en la Escuela Normal Superior, Dumézil aprendió árabe y sánscrito. Al finalizar en el Liceo, conocía seis idiomas, aparte de cuatro idiomas antiguos.

### Vida universitaria
Durante la Primera Guerra Mundial sus estudios se ven interrumpidos al ser movilizado, sirviendo en artillería de marzo de 1917 a febrero de 1919. En noviembre obtiene la agregación en Historia. Se dedica a la enseñanza en Beauvais, pero en enero de 1921 marcha a la Universidad de Varsovia como lector de francés. En 1922 regresa a Francia para comenzar sus tesis de Historia de las religiones y de mitología comparada bajo la dirección de Antoine Meillet. En abril de 1924 concluye sus dos tesis. La primera, titulada El festín de la inmortalidad. Estudio de mitología comparada indoeuropea, contiene una comparación entre la ambrosía y una bebida mitológica india de nombre y características similares, el amrita. Su trabajo no se limita a comparar dos religiones sino que integra los elementos de numerosas mitologías indoeuropeas. Se le reprochó tomarse demasiadas libertades para contar una historia interesante. La segunda de las tesis se tituló El crimen de las lemnias. Ritos y leyendas del mundo egeo.
En 1925 marcha a Turquía y enseña historia de las religiones en la Universidad de Estambul, creada por Ataturk. Aprende turco, viaja por el Cáucaso, en Rusia, donde descubre la mitología y el idioma oseta, único idioma caucasiano de la familia indoeuropea. Estudia también el idioma de los ubijos, pueblo vencido por los rusos entre 1860 y 1870, refugiados en el este de Turquía. También estudia el cherqués y el abjaso. El conjunto de obras que reúne en estos viajes es uno de los más importantes fondos de caucasología en Occidente.
En 1931 obtiene la plaza de profesor de francés en la Universidad de Upsala (Suecia). Perfecciona su conocimiento de la mitología escandinava, aprovechando para aprender un nuevo idioma. Abandona Suecia en 1933, año en que, gracias al indianista Sylvain Lévi, obtiene un puesto en la École pratique des hautes études, enseñando mitología comparada indoeuropea. En 1935 es nombrado Director de Estudios. En esa época sigue los cursos de sinología impartidos por Marcel Granet, al mismo tiempo publica bajo seudónimo artículos en el periódico Le Jour, de orientación ultraderechista, en la línea de Charles Maurras.
Pero frecuenta a Marcel Mauss, y empieza a modificar su perspectiva, hasta que de hecho rechaza radicalmente toda su obra anterior. En 1938 elabora la teoría de las tres funciones y publica Le prehistorie des flamines majeurs. En 1939 es movilizado y en 1940 destinado a Turquía, siendo desmovilizado ese mismo año. La publicación de Mitra-Varuna: essai sur deux représentations indo-européennes de la souveraineté en 1940 es decisiva; analiza la dualidad de la función soberana indoeuropea, tras comparar parejas de dioses que representan esta función: (Mitra y Varuna, Tyr y Odín, Dius Fidius y Júpiter Summanus.
En 1941 es expulsado de la Universidad por el Gobierno de Vichy debido a su participación en una logia masónica entre 1936 y 1939. Gracias a la intervención de Jérôme Carcopino, se reintegra a la Universidad. En 1949, con el apoyo de Emil Benveniste, ingresa en el Colegio de Francia, donde ocupará, hasta 1969, la cátedra de civilización indoeuropea. Entre 1952 y 1972 viaja con frecuencia al Cáucaso, continuando su tarea de estudio y recopilación de materiales. Se jubila en 1968; viaja a Estados Unidos, donde impartirá conferencias en las universidades de Princeton, Chicago y Los Ángeles.[cita requerida]
A partir de esa fecha lleva a cabo la reorganización de su obra, publicando los tres volúmenes de Mito y epopeya en 1968, 1971 y 1973. En 1978 es elegido miembro de la Academia Francesa, en la que es recibido por Claude Lévi-Strauss. En 1985 funda con el lingüista e historiador de las religiones la Revue des études géorgiennes et caucasiennes.
Continúa trabajando hasta su muerte en París de un derrame cerebral, el 11 de octubre de 1986.

## Trabajos sobre mitología comparada: la teoría de la trifuncionalidad

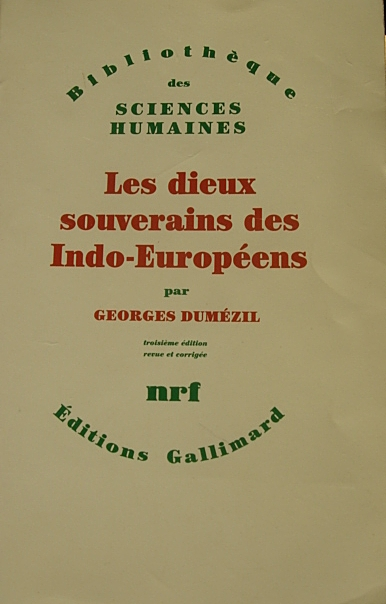
Portada de su libro Les dieux souverains des Indo-Européens.

Demostró que muchas historias estaban organizadas de acuerdo con estructuras narrativas similares y que los mitos expresados por estas historias reflejaban una concepción de la sociedad organizada según tres funciones:
- La función de lo sagrado y de la soberanía
- La función guerrera
- La función de producción y de reproducción

Esta organización en tres funciones también se encuentra en:
- La mitología
- Las historias fundadoras como las de la Antigua Roma
- Las instituciones sociales como las del sistema de castas en la India
- La sociedad estamental del Antiguo Régimen segmentada en clero, nobleza y tercer estado

De su tesis encontró la raíz de su campo de investigación: la mitología comparada. Inicialmente, empujado en esta dirección por Antoine Meillet, que quería verlo reanudar el estudio de la religión indoeuropea que había estado abandonada durante varias décadas, y abandonado por sus compañeros filólogos que lo criticaban, pues para algunos, incluía demasiado mitología en los estudios literarios y, para otros, plegaba los hechos a su teoría.
Su descubrimiento de la cultura osetia (última rama superviviente de los alanos, descendientes a su vez de los escitas), previamente estudiada por Vsevolod Miller, le hizo retomar esta línea de investigación. De hecho, se proyectan en el mítico pueblo de los nartes, cuyo mundo mítico está muy cerca de los mundos míticos indoeuropeos (los monstruos y los dragones son similares allí). Además, el pueblo de los nartes está dividido explícitamente en tres familias:
- Los que son fuertes por la inteligencia (zund), los alægatæ
- Los que son fuertes por el coraje y el valor en la batalla, los æhsærtæggatæ
- Los que son ricos por su ganado, los boratæ

En su artículo de 1930, La Préhistoire indo-iranienne des castes (La prehistoria indo-iraní de las castas), comparaba la división de la sociedad en la India en tres categorías con la encontrada en el antiguo Irán. Es de notar que el Irán actual es de los pocos países musulmanes con un clero.
En 1938, la comparación razonada entre los brahmanes indios y los flamines romanos le permitió analizar la función del soberano en las sociedades indoeuropeas. Unió las conexiones ya establecidas entre las antiguas sociedades india e iraní con la observación de los flamines, un colegio de sacerdotes romanos. Los flamines mayores aseguraban el culto de los tres dioses: Júpiter, Marte y Quirino, cuyos caracteres se corresponden con las tres funciones de mando y sacralidad, de fuerza guerreraa y de fertilidad. La función de la soberanía se puede descomponer en dos aspectos, según sus términos:
- Uno es formal, de origen sacerdotal, que se expresa también en una dimensión jurídica y está enraizada en este mundo
- El otro aspecto de la soberanía está fundada en la potencia y está enraizada en el otro mundo

Al impulsar su razonamiento (ver su libro más fácilmente accesible, Jupiter Mars Quirinus (1941), formaliza la teoría de las tres funciones (soberanía y religión, guerra, producción), una tripartición que se encuentra en el vocabulario, la organización social y el corpus legendario de todos los pueblos indoeuropeos:
- La sociedad medieval, por ejemplo, dividida en oratores (los que rezan, el clero), bellatores (los que luchan, la nobleza) y laboratores (los que trabajan, el tercer estado)
- La sociedad india, dividida en brahmanes (sacerdotes, maestros y profesores), kshatriyas (rey, príncipes, administradores y soldados), además de la casta productiva, subdividida en vaishyas (artesanos, comerciantes, hombres de negocios, agricultores y pastores) y shudrás (sirvientes).

En esta última sociedad, las extensiones son todavía más importantes: en el gran poema épico indio Mahabharata, cada héroe actúa según el esquema trifuncional, en función del carácter y el lugar del dios del que es el representante.
Dumézil muestra entonces que la historia oficial de los orígenes de Roma es una puesta en escena de esta misma ideología estructuradora. Por tanto, sería bastante inútil intentar desentrañar la leyenda y la historia sobre Rómulo y sus sucesores.
En su modelo trifuncional, los sacerdotes eran responsables del 'mantenimiento de la soberanía cósmica y jurídica', los guerreros tenían la tarea del 'ejercicio de la destreza física', y los que trabajan eran responsables de 'la promoción del bienestar físico, la fertilidad, la riqueza, etc.'. En la mitología nórdica, según Dumézil, estas funciones estaban representadas por Týr y Odín, Thor y Njörðr y Freyr, mientras que en la mitología védica, estaban representadas por Varuna y Mitra, Indra y los aśvins.

## Obra
- Le Festin d'immortalité – Étude de mythologie comparée indo-européenne, 1924, publicado en Annales du Musée Guimet
- Le Crime des Lemniennes – Rites et Légendes du monde égéen, 1924
- Le Problème des Centaures – Étude de mythologie comparée indo-européenne , 1929, publicado en Annales du Musée Guimet
- Ouranos-Varuna – Essai de mythologie comparée indo-européenne, 1932, éditions Maisonneuve
- Légendes sur les Nartes, suivies de cinq notes mythologiques, 1930, Institut d'études slaves
- Flamen-Brahman, 1935
- Mythes et dieux des Germains – Essai d'interprétation comparative (1939), Presses Universitaires de France.
- Mitra-Varuna – Essai sur deux représentations indo-européennes de la Souveraineté, 1940, Presses universitaires de France
- Jupiter Mars Quirinus, composed of :
  - Essai sur la conception indo-européenne de la société et sur les origines de Rome, 1941
  - Naissance de Rome, 1944
  - Naissance d'archanges-Essai sur la formation de la religion zoroastrienne, 1945
  - Explication de textes indiens et latins, 1948, Gallimard
- Les Mythes romains, composé de quatre volumes :
  - Horace et les Curiaces, 1942
  - Servius Tullius|Servius et la Fortune – Essai sur la fonction sociale de louange et de blâme et sur les éléments indo-européens du cens romain, 1943
  - Tarpeia – Cinq essais de philologie comparée indo-européenne, 1947, éditions Gallimard
- Loki, 1948, GP Maisonneuve
- L'Héritage indo-européen à Rome, 1949, Gallimard
- Le Troisième Souverain – Essai sur le dieu indo-iranien Aryaman et sur la formation de l'histoire mythique de l'Irlande , 1949, GP Maisonneuve
- Les Dieux indo-européens, 1952, Presses Universitaires de France
- Rituels indo-européens à Rome, 1954,  Klincksieck
- Déesses latines et mythes védiques , 1956, Latomus
- Aspects de la fonction guerrière chez les Indo-Européens, 1956
- Contes et légendes des Oubykhs, 1957, Institut d'Ethnologie
- Contes lazes, 1957, Institut d'Ethnologie
- L'Idéologie tripartite des Indo-Européens, 1958,  Latomus
- Études oubykhs, 1959, publicado por éditions Maisonneuve
- Les Dieux des Germains, essai sur la formation de la religion scandinave, 1959, Presses Universitaires de France. Versión en español: Los dioses de los Germanos- siglo XXI Editores (2a edición).
- Documents anatoliens sur les langues et les traditions du Caucase , 1960–1967, Maisonneuve
- Le Livre des héros, légendes ossètes sur les Nartes, 1965, Gallimard
- La Religion romaine archaïque, avec un appendice sur la religion des Étrusques , 1966,Payot
- Mythe et Épopée
  - L'Idéologie des trois fonctions dans les épopées des peuples indo-européens 1968
  - Types épiques indo-européens : un héros, un sorcier, un roi  1971
  - Histoires romaines, 1973, Gallimard
- Idées romaines, 1969,  Gallimard
- Heur et Malheur du guerrier, aspects de la fonction guerrière chez les Indo-Européens, 1969, Presses Universitaires de France
- Du mythe au roman, la Saga de Hadingus et autres essais, 1970, Presses Universitaires de France
- Fêtes romaines d'été et d'automne, suivi de Dix Questions romaines , 1975,  Gallimard
- Le Verbe oubykh, études descriptives et comparatives, 1975, Académie des inscriptions et belles-lettres
- Les Dieux souverains des Indo-Européens , 1977, Gallimard
- Romans de Scythie et d'alentour , 1978, Payot
- Mariages indo-européens, suivi de Quinze Questions romaines, 1979, Payot
- Apollon sonore et autres essais, 1982, Gallimard
- La Courtisane et les Seigneurs colorés, et autres essais – 25 esquisses de mythologie, 1983, Gallimard.
- Le Moyne noir en gris dedans Varenne – Sotie Nostradamus|nostradamique, 1984, Gallimard
- L'Oubli de l'homme et l'honneur des dieux, 1985, Gallimard
- Entretiens avec Didier Eribon, Gallimard, coll. Folio, 1987
- Le Roman des jumeaux – Esquisses de mythologie, Joël Grisward, 1995, Gallimard.

## Ediciones en español
- Escitas y osetas, Fondo de Cultura Económica de España, ISBN 9789681632281
- La cortesana y los señores de colores, Fondo de Cultura Económica de España, ISBN 9789681630881
- Nostradamus.Sócrates, Fondo de Cultura Económica de España, 1989 - ISBN 9789681629731
- El destino del guerrero, siglo XXI, 1990 - ISBN 9789682316203
- Del Mito a la Novela, Fondo de Cultura Económica de España, 1993 - ISBN 9788437503424
- Los dioses soberanos de los indoeuropeos, Herder, 1999 - ISBN 9788425420962
- Los dioses germanos, siglo XXI, 2001 - ISBN 9789682316197
- Mito y Epopeya, Fondo de Cultura Económica de México, 2016 - ISBN 9786071635037
- Mito y Epopeya II:Tipos épicos indoeuropeos:Un heroe, un brujo, un rey, Fondo de Cultura Económica de México, 2017 - ISBN 9786071635532
- Mito y Epopeya III:Historias, Fondo de Cultura Económica de México, 2017 - ISBN 9786071635525